# St. Jakobus der Ältere (Inzkofen)

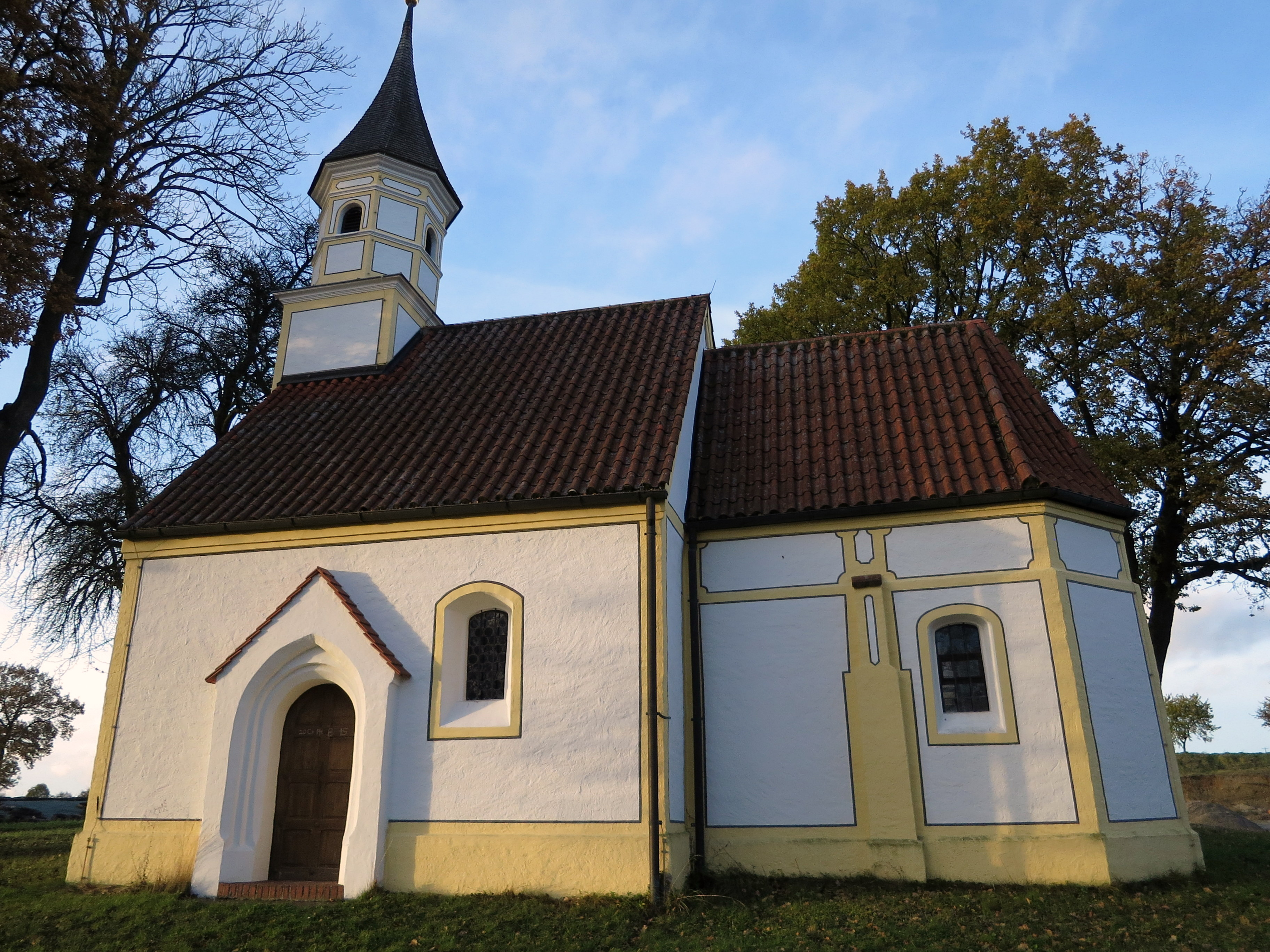
St. Jakobus d. Ä. in Inzkofen

St. Jakobus der Ältere in Inzkofen ist eine katholische Filialkirche im Ort Inzkofen in der oberbayerischen Gemeinde Wang.

## Baubeschreibung
Die Kirche ist ein barockisierter, im Kern romanischer Saalbau mit stark eingezogenem Polygonalchor und neugotischem Dachreiter.